# Leithiinae
Sous-famille
Les Leithiinae sont une sous-famille de rongeurs de la famille des Gliridae. Elle regroupe lérotins, lérots et des loirs.

## Liste des genres
Selon ITIS (3 août 2017) et Mammal Species of the World (version 3, 2005)  (3 août 2017) :
- genre Chaetocauda - une seule espèce, Chaetocauda sichuanensis, nommée Dryomys sichuanensis par ITIS
- genre Dryomys - les lérotins
- genre Eliomys - les lérots
- genre Muscardinus (placé par ITIS sous Myoxinae) - le Loir muscardin
- genre Myomimus - certains loirs
- genre Selevinia - le Loir du désert

Selon NCBI (27 juillet 2023) :
- genre Dryomys
- genre Eliomys
- genre Hypnomys (fossile)
- genre Myomimus